# ماریکاج
ماریکاج (به لاتین: Marikaj) یک روستا در آلبانی است.